# Національний парк Шенандоа

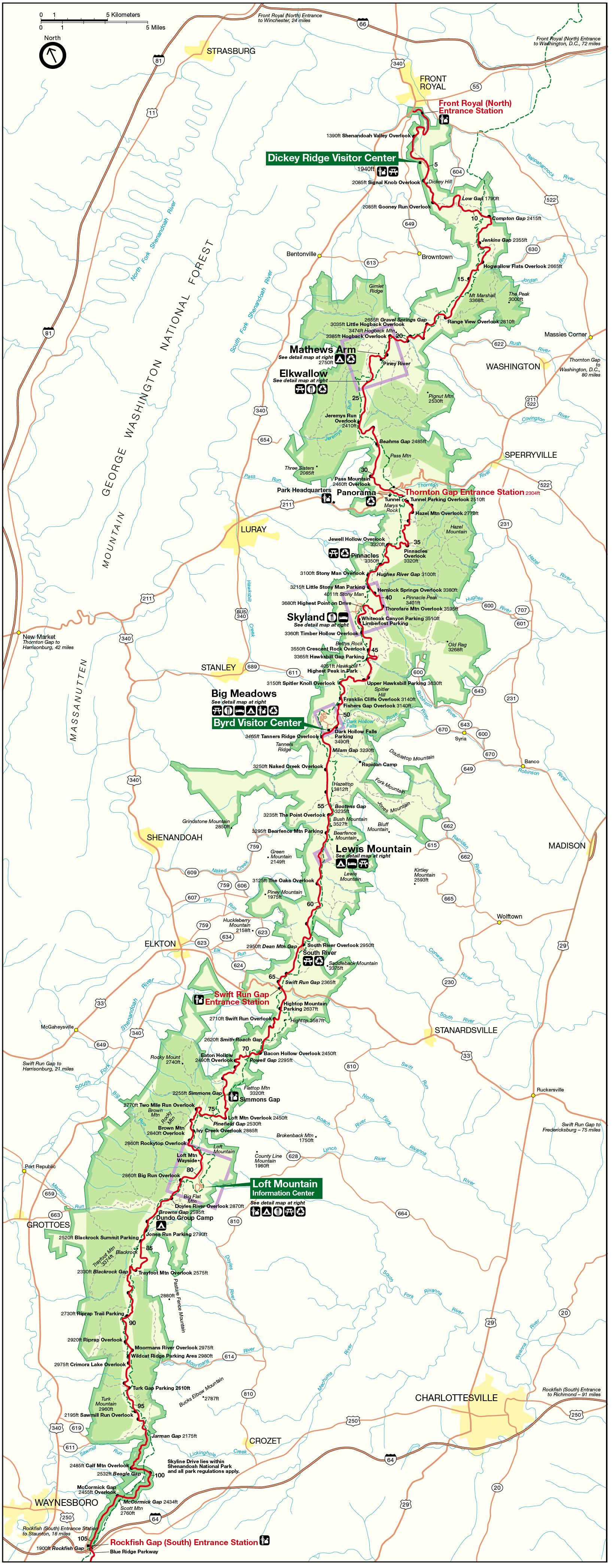
Детальна карта парку

Націона́льний па́рк «Шенандо́а» (англ. Shenandoa National Park) — національний парк, який займає частину хребта Блу-Ридж в Аппалачах у штаті Вірджинія. Парк знаходиться на вузькому гребені хребта та витягнутий в меридіональному напрямку. Із заходу він обмежений долиною річки Шенандоа, зі сходу — пагорбами П'єдмонта. По гребеню пагорба проходить шосе, відоме як англ. Skyline Drive, але при цьому 40 % території парку не порушена людською діяльністю. Загальна площа парку 805,39 км². Найвища точка парку — гора Гоксбіл висотою 1235 м.

## Географія
Парк знаходиться на території 8 округів штату Вірджинія: Воррен, Пейдж, Рокінгем і Оґаста на заході, Раппаганнок, Медісон, Ґрін і Албемарл на сході. Протяжність парку з південного заходу на північний схід 169 км. Офіс головного управління парку знаходиться у м. Люрей, Вірджинія.

## Історія
Створення парку було дозволено в 1926 році. Парк був відкритий 26 грудня 1935 року. До створення парку частина його території використовувалася як сільськогосподарська, та у багатьох місцях збереглися залишки старих ферм. Штат Вірджинія примусово викупив ці землі у фермерів, після чого передав їх федеральному керівництву під федеральний парк. Частина фермерів, які працювали у яблуневих садах у долині річки Шенандоа та вирощували злаки на східних схилах хребта, противилася примусовому викупу земель. Хоча катастрофічна посуха 1930 року знищила частину посівів злаків та садів, багато фермерів продовжували опиратися переселенню і врешті-решт були переселенні насильно. Деяким було дозволено залишитися до смерті в своїх будинках на території національного парку. Остання з них, Ені Лі Бредлі Шенк, яка померла в 1979 році у віці 92 років.
Після створення парку штат Вірджинія спочатку намагався заборонити темношкірим людям африканського походження відвідувати парк, але згодом дозволив відвідування, створивши окремі служби для білих та чорних. У 1930-х роках у парку діяли приватні готелі, в яких допускали лише білих. В 1937 році був прийнятий план розвитку парку, за яким один готель (який включав також кемпінг та місце для пікників) в парку відводився для чорних, а всі інші — для білих. Готель відкрився в 1939 році, та його якість була суттєво нижчою, ніж якість інших готелів парку. У часи Другої світової війни всі приватні виробництва були закриті, а в 1945 році служба національних парків вимагала повної десегрегації всіх виробництв у парку. Остаточна расова сегрегація в Шенандоа була усунена на початку 1950 року.

## Туризм
По території парку проходить шосе [[Скайлайн-драйв] (англ. Skyline Drive), яке фактично йде по гребеню хребта. Вздовж шосе є обладнані декілька десятків точок спостереження по обидві сторони хребта. Від точок спостереження починаються пішохідні стежки по схилам хребта. Існує п'ять офіційних кемпінгів і три готелі, можливості для верхової їзди та їзди на велосипеді.
На території площею приблизно 800 км² дозволена постановка наметів. При цьому туристи зобов'язані «не залишати слідів» (англ. "Leave No Trace" policy), особливо, їм заборонено розводити вогнища та залишати будь-яке сміття. В парку водяться ведмеді, і туристи зобов'язані приймати заходи безпеки, які виключають приваблення ведмедів їхніми запасами продуктів.
Чи не найбільшою пам'яткою парку є водоспади. Найвищий з яких, Оверол-Ран (англ. Overall Run), має висоту падіння 29 м. До нього веде пішохідна стежка від шосе; шлях в один бік становить близько 5 км.

## Флора і фауна

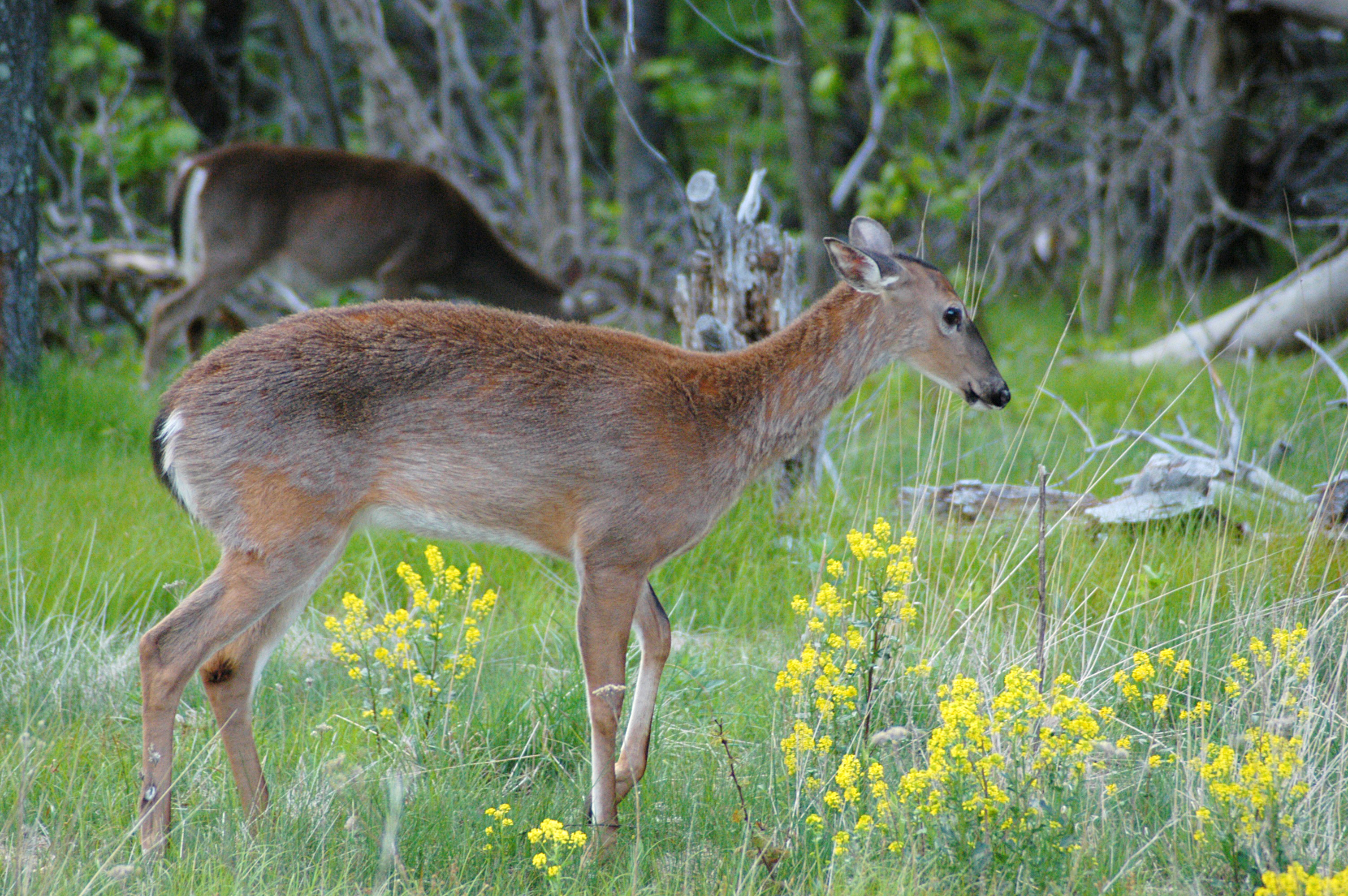
Олені

Клімат парку типовий для середньогір'я середнього Атлантичного узбережжя США. На південно-західних і деяких південних схилах росте сосна, на пагорбах зустрічаються природно ростучі кактуси. На північно-східних схилах часто зустрічаються окремі гаї тсуги канадської, ростуть мохи. Часто зустрічаються дуб, хикори, каштан, клен, ліріодендрон тюльпановий, гірський лавр, ваточник, багато видів папороті. Колись тут переважав американський каштан, але практично всі дерева були знищені грибом-паразитом у 1930 роки; хоча дерева продовжують рости в парку, але гинуть до того як встигає дозріти насіння. Місце каштана зайняли різні види дуба, хоча в 1990-ті роки близько 10% популяції також загинуло від паразитів.
Серед ссавців зустрічаються олені, ведмідь барибал, рись руда, єнот, скунс, опосум, бабак лісовий, сіра лісиця, кролик. У парку гніздяться більше ніж 200 видів птахів. Зустрічаються 32 види риб.